# Tribanj
Tribanj je naselje u Republici Hrvatskoj, u sastavu Općine Starigrad u  Zadarskoj županiji.

## Zemljopis
Tribanj je naselje sačinjeno od nepovezanih manjih zaselaka u Općini Starigrad, a najveća tri među njima su Tribanj Šibuljine, Tribanj Kruščica i Tribanj Sveta Marija Magdalena, smještena u uvalama sjeverozapadno od Nacionalnog parka Paklenice.

## Stanovništvo
Prema popisu iz 2011. Tribnjana je bilo 267.
| broj stanovnika | 621   | 746   | 852   | 1002  | 1160  | 1257  | 1400  | 1124  | 755   | 707   | 683   | 627   | 513   | 481   | 338   | 267   | 232   |
|                 | 1857. | 1869. | 1880. | 1890. | 1900. | 1910. | 1921. | 1931. | 1948. | 1953. | 1961. | 1971. | 1981. | 1991. | 2001. | 2011. | 2021. |

## Poznate osobe
Iz Tribnja dolazi hrvatski pjesnik i publicist Vid Došen.